# Sonny Rollins

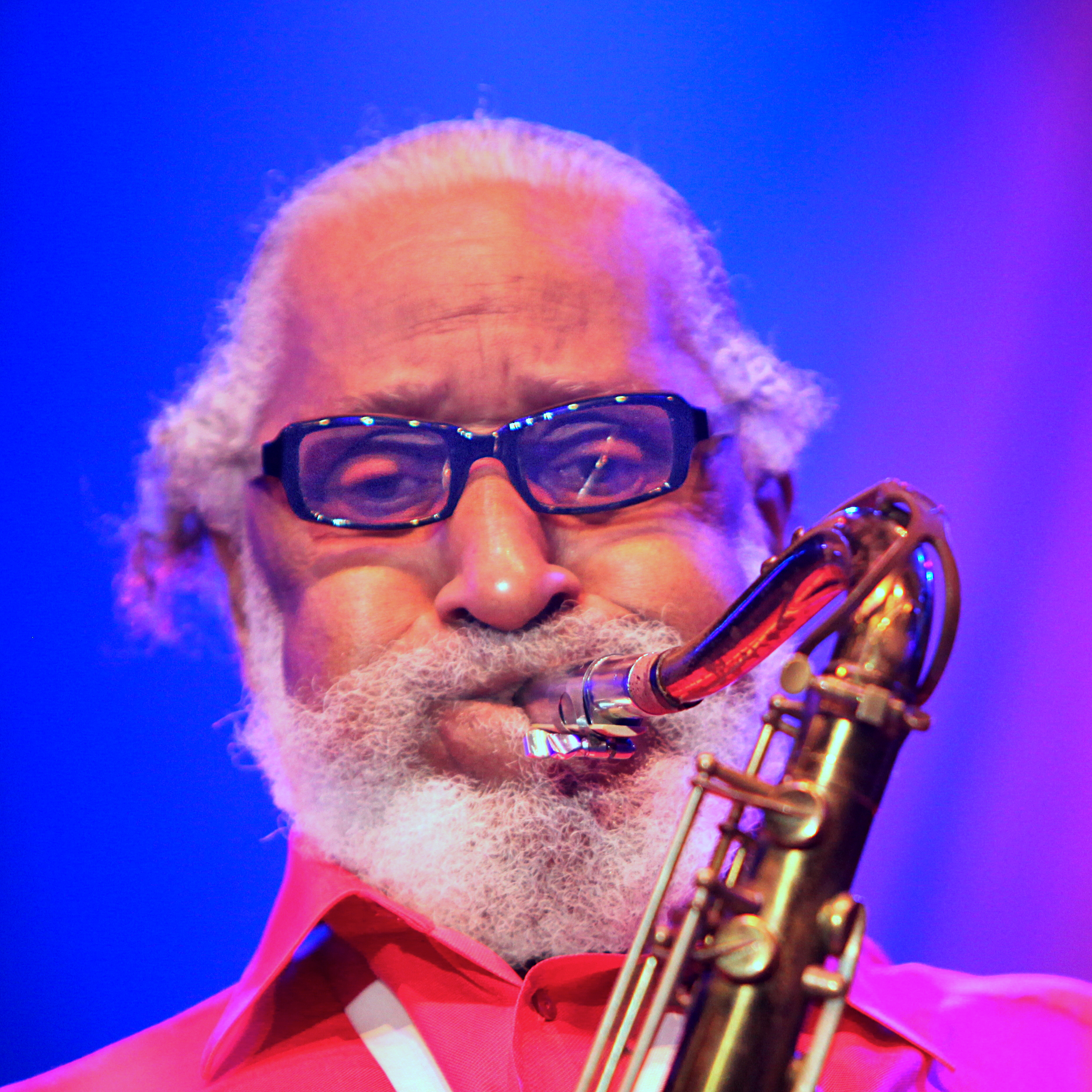
Sonny Rollins på Stockholm Jazz Festival 2009.

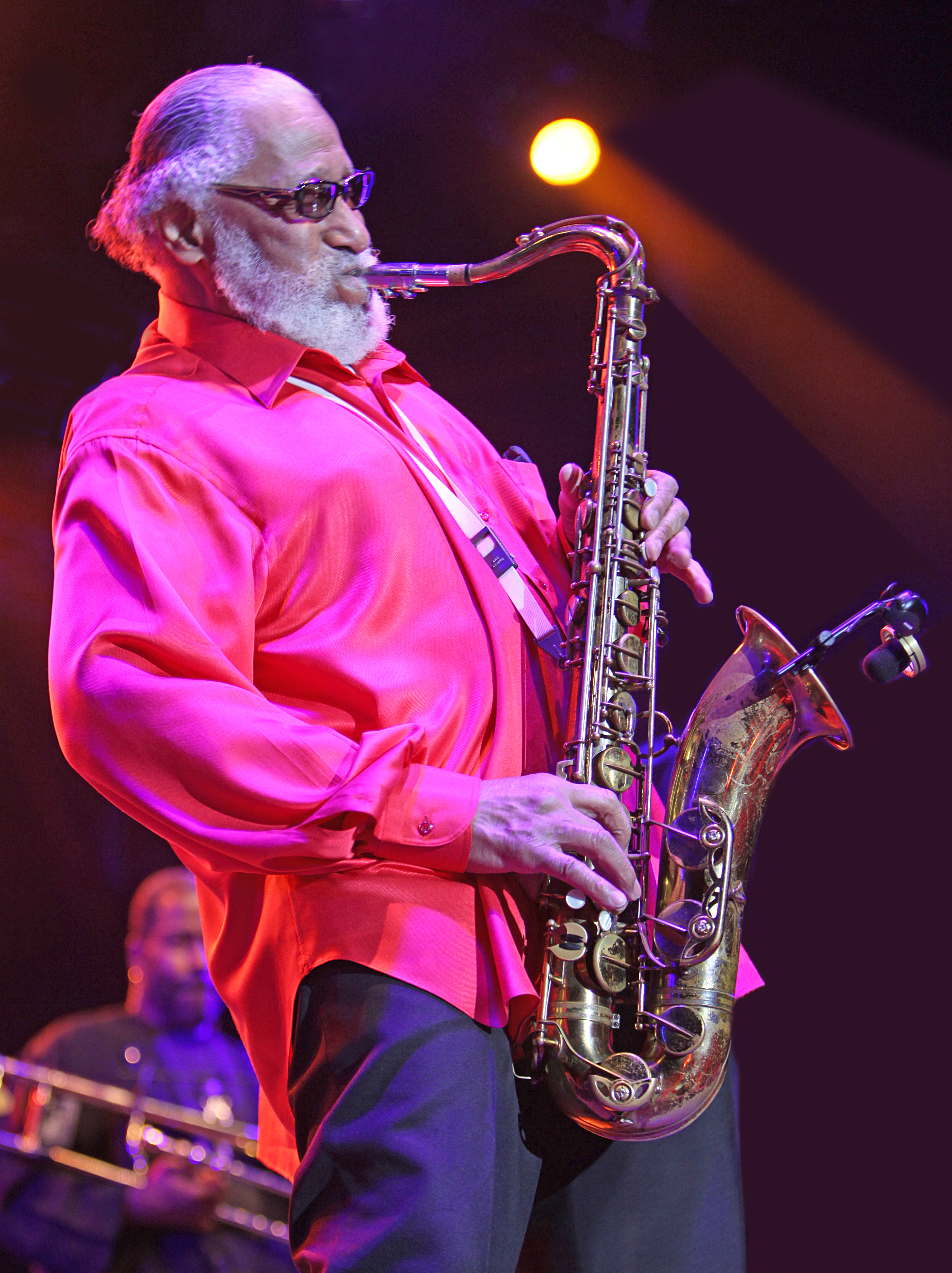
Sonny Rollins på Stockholm Jazz Festival 2009.

Theodore Walter "Sonny" Rollins, född 7 september 1930 i New York, är en amerikansk jazzsaxofonist. Rollins tillhör jazzens största ekvilibrister på sitt instrument och är en av dess största improvisatörer.

## Biografi
Rollins lärde sig att spela piano och altsaxofon vid 11 års ålder. 1946 bytte han från altsaxofonen till tenorsaxofonen för att inte hamna i Charlie Parkers slagskugga. Sina första skivinspelningar gjorde han i slutet av 1940-talet och han fick snart spela med sina idoler inom bebopen. 1955 ersatte han Harold Land i Clifford Browns och Max Roachs berömda kvintett. Han stannade kvar hos Roachs band till och med 1957 trots Browns död 1956. 1956 släpptes även ett av Rollins mest berömda soloalbum, Saxophone Colossus. Skivan innehåller stycket St. Thomas som är en av hans mest kända låtar.
Snart var Rollins en av de mest eftertraktade saxofonisterna i världen och när han var som störst i början av 1960-talet tog han en paus från musiken vilket gjorde flera, inte minst bandledare och impressarier, besvikna. Under denna paus spelade han ofta under Williamsburg Bridge som låg i närheten av hans hem vid Lower East Side i New York. Hans första skiva efter återkomsten döptes därför till The Bridge.
Rollins musikstil på 1950-talet och 1960-talet var ovanlig i de kretsar han höll till i. Medan de flesta jazzsolisterna gärna spelade mycket varsamt och "puristaktigt" gillade Rollins att "leka" lite med musiken och slänga i en och annan berömd refräng i sina solon. Detta ansåg några av hans kollegor som exhibitionistiskt. Åren runt 1970 utvecklade han en mer rockig repertoar.
Rollins tilldelades 2004 Grammy Lifetime Achievement Award och 2007 Polarpriset.

## Diskografi
- 1953 – Sonny Rollins with the Modern Jazz Quartet (Prestige)
- 1954 – Moving Out (Prestige)
- 1955 – Work Time (Prestige)
- 1956 – Sonny Rollins Plus 4 (Prestige)
- 1956 – Tenor Madness (Prestige)
- 1956 – Saxophone Colossus (Prestige)
- 1956 – Rollins Plays for Bird (Prestige)
- 1956 – Tour de Force (Prestige)
- 1956 – Sonny Boy (Prestige)
- 1957 – Sonny Rollins, Vol. 1 (Blue Note)
- 1957 – Way Out West (Contemporary)
- 1957 – Sonny Rollins, Vol. 2 (Blue Note)
- 1957 – The Sound of Sonny (Riverside)
- 1957 – Newk's Time (Blue Note)
- 1957 – A Night at the Village Vanguard (Blue Note)
- 1957 – Sonny Rollins Plays/Thad Jones Plays (Period)
- 1958 – Freedom Suite (Riverside)
- 1958 – Brass/Trio (Verve)
- 1958 – Sonny Rollins and the Big Brass (Metro Jazz)
- 1958 – Sonny Rollins and the Contemporary Leaders (Contemporary)
- 1959 – Sonny Rollins "At Music Inn" (split LP with Teddy Edwards at Falcon Lair with Joe Castro) (Metrojazz Records)
- 1962 – The Bridge (RCA Victor)
- 1962 – What's New? (RCA Victor)
- 1962 – Our Man in Jazz (RCA Victor)
- 1963 – Sonny Meets Hawk! (RCA Victor)
- 1964 – Now's the Time (RCA Victor)
- 1964 – The Standard Sonny Rollins (RCA Victor)
- 1965 – There Will Never Be Another You (Impulse!)
- 1965 – Sonny Rollins on Impulse! (Impulse!)
- 1966 – Alfie (Impulse!)
- 1966 – East Broadway Run Down (Impulse!)
- 1972 – Next Album (Milestone)
- 1973 – Horn Culture (Milestone)
- 1973 – Sonny Rollins in Japan (RCA Victor, Japan)
- 1974 – The Cutting Edge (Milestone)
- 1975 – Nucleus (Milestone)
- 1976 – The Way I Feel (Milestone)
- 1977 – Easy Living (Milestone)
- 1978 – Don't Stop the Carnival (Milestone)
- 1979 – Don't Ask (Milestone)
- 1980 – Love at First Sight (Milestone)
- 1981 – No Problem (Milestone)
- 1982 – Reel Life (Milestone)
- 1984 – Sunny Days, Starry Nights (Milestone)
- 1985 – The Solo Album (Milestone)
- 1986 – G-Man (Milestone)
- 1987 – Dancing in the Dark (Milestone)
- 1989 – Falling in Love with Jazz (Milestone)
- 1991 – Here's to the People (Milestone)
- 1993 – Old Flames (Milestone)
- 1996 – Sonny Rollins + 3 (Milestone)
- 1998 – Global Warming (Milestone)
- 2000 – This Is What I Do (Milestone)
- 2001 – Without a Song: The 9/11 Concert (Milestone)
- 2006 – Sonny, Please (Doxy Records)
- 2008 – Road Shows (Emarcy)